# 左江斜塔
左江斜塔，位于中国广西壮族自治区崇左市江州区左江河中石头岛，1994年7月8日公布为第四批广西壮族自治区文物保护单位，2019年10月7日公布为第八批全国重点文物保护单位。